# MONO (일본의 밴드)
모노(MONO)는 1999년 도쿄에서 결성된 일본의 인스트루멘탈 록 밴드이다. 고토 타카아키라 (전자 기타, 글로켄슈필)와 스에마츠 히데키 (전자 기타, 글로켄슈필), 쿠니시 타마키 (베이스 기타, 피아노, 글로켄슈필), 타카다 야스노리 (드럼 세트, 글로켄슈필, 신시사이저)로 구성되어 있다.